# Публій Квінтілій Вар Молодший
Публій Квінтілій Вар Молодший (лат. Publius Quinctilius Varus Minor, 4 — не раніше 27) — давньоримський аристократ і сенатор часів ранньої Римської імперії.

## Життєпис
Походив з патриціанського роду Квінтіліїв. Син Публія Квінтілія Вара, консула 13 року до н. е., і Клавдії Пульхри, троюрідної небоги Октавіана Августа. Володів значним статком. Відвідував школу ритора Луція Сестія Пія.
У дитинстві був заручений з однією з дочок Германіка — Лівіллою, проте шлюб не відбувся. У 27 році був звинувачений в образі величі Гнеєм Доміцієм Афром та Публієм Корнелієм Долабеллою. Перший раніше домігся засудження матері Вара, а інший був його кузеном. Сенат не дав ходу звинуваченням і постановив дочекатися прибуття імператора Тиберія. Результат справи невідомий.